# 谷島町
谷島町（やしままち）は、福島県郡山市に所在する町丁である。郵便番号は963-8802。

## 地理
郡山市役所本庁所管地域である旧郡山地区に属する。北で向河原町、東で横塚、南東で芳賀、南で方八町、西でJR鉄道用地内の旧来の字（燧田、上島、中島）を挟み駅前とそれぞれ隣接する。郡山駅東口の正面北側に位置し、住居表示が実施されている。概ね東北本線から東部幹線にかけての区域のうち、一級市道58号赤沼方八町線以北を範囲とする。域内は保土谷化学工業郡山工場の敷地が大半を占め、その他も事業所が立地し、住宅は南東端部にごくわずかに立地するのみである。芳賀に所在する郡山警察署芳賀交番、および堂前町に所在する郡山消防署本署がそれぞれ管轄にあたる。

## 世帯数と人口
2024年1月1日現在の世帯数と人口は以下の通りである。
| 町丁   | 世帯数 | 人口 |
| ------ | ------ | ---- |
| 谷島町 | 16世帯 | 19人 |

## 小・中学校の学区
市立小・中学校に通う場合、学区は以下の通りとなる。
| 番地 | 小学校             | 中学校                 |
| ---- | ------------------ | ---------------------- |
| 全域 | 郡山市立芳賀小学校 | 郡山市立郡山第四中学校 |

## 交通

### 道路
- 一級市道52号日出山久保田線（東部幹線）
- 一級市道58号赤沼方八町線

## 施設等
- ウエルシア 郡山駅東口店
- 保土谷化学工業 郡山工場
- ヨークベニマル 本社
- 日本通運 郡山支店郡山コンテナ事業所